# Історичні типи природокористування
Періодизація історичних типів природокористування — в повній мірі ще не вирішена наукова проблема. 
Виділення історичних типів природокористування привертає увагу істориків та економістів, географів і екологів, етнологів і фахівців в області культурної антропології. До кінця XIX ст. в науковій літературі переважала стадіально-еволюціоністська схема розвитку форм природокористування, згідно з якою виділялися чотири щаблі історичного прогресу людства, а саме, стадії: 1) збирання та первісного полювання; 2) кочового скотарства; 3) землеробської культури; 4) міської культури. Перший повноцінний критичний науковий аналіз цієї концепції був даний німецьким ученим Е. Ханом. Він вказав на помилковість деяких широко поширених раніше уявлень про еволюцію форм господарської діяльності і виділив шість основних типів доіндустріального природокористування: 1) полювання, збирання і рибальства; 2) мотичного землеробства; 3) плужного землеробства; 4) скотарства; 5) неспеціалізованого сільського господарства ( поєднання землеробства й скотарства); 6) високоспеціалізованого землеробства. У цій моделі відповідні типи вже не були універсальними стадіями: так шостий тип, за Е. Ханом, був характерний головним чином для Далекого Сходу і мало поширений за його межами.
Історичним аспектам природокористування були присвячені переважно роботи провідних географів (І.П. Герасимова, В.А. Анучина, В.С. Преображенського та ін.), економістів (С.Г. Струмиліна, Т.С. Хачатурова та ін .), екологів і геоекологів (Н.Ф. Реймерса, К.М. Петрова та ін.), істориків (Є.С. Кульпіна, А.В. Дулова та ін.), а також - в контексті аналізу проблем традиційного природокористування - етнографів і етнологів (дослідження М.Г. Левіна, Н.М. Чебоксарова, Б. В.Андріанова, Л.В. Данилової, А.К. Соколова та ін.). Зокрема, світове визнання отримала обґрунтована групою радянських етнографів концепція господарсько-культурних типів (ГКТ), тобто комплексів особливостей господарства і культури, що історично складаються у різних народів, які перебувають на близьких рівнях соціально-економічного розвитку та мешкають в східних фізико-географічних умовах (Андріанов, 1985). Дана концепція, що стала важливою ланкою в розробці історико-географічної типології способів природокористування, була апробована на обширному емпіричному матеріалі, проведено величезну роботу по картографуванню ГКТ в світовому масштабі.
Деякі з фахівців (В.П. Алексєєв, Л.В. Данилова та ін.) для майбутнього виділяють ще й гіпотетичний п'ятий - ноосферний - історичний тип. Існують і інші, альтернативні варіанти періодизацій історичних типів природокористування.
Доаграрний тип природокористування - суто ресурсоспоживаючий, характерний для епохи присвоюючої економіки. Ресурсововідтворюючий спосіб природокористування починає формуватися з переходом від привласнюючого господарства до виробничого, тобто на стадії традиційної аграрної економіки.
Модернізація традиційних суспільств і перехід до індустріального типу розвитку привели до переосмислення принципів природокористування, до економізації природокористування - тобто висунення на перший план економічних інструментів його ведення і регулювання. Під економічним механізмом природокористування розуміється сукупність економічних форм, методів і підходів до реалізації політики в галузі регулювання взаємодії суспільства з природним середовищем. Деякі з економічних інструментів регулювання природокористування (наприклад, плата за використання окремих видів природних ресурсів) застосовувалися ще на порівняно ранніх етапах розвитку індустріальних економік. Однак формування економічного механізму природокористування як цілісної функціонуючої системи (в економічно високорозвинених, а потім і в середньорозвинених країнах) припадає в основному вже на другу половину XX ст.
Слід мати на увазі, що зворотним боком економізації природокористування стала поява і швидке поширення вузькоутилітарного підходу до природних ресурсів. Сучасні місто і село можуть запозичити багато цінного з практики природокористування в традиційних суспільствах, і вивчення накопиченого людством в даній галузі історичного досвіду представляється надзвичайно актуальним завданням. Традиції минулих історичних епох зберігаються та збагачуються в сучасному народному досвіді, істотно доповнючи індустріальні технології з характерною для них стандартизацією і уніфікацією, причому далеко не завжди в належній мірі враховуються локальні і регіональні особливості конкретних общин.
Доіндустріальні типи природокористування (доаграрний і аграрний) формувалися в рамках так званих традиційних суспільств, в яких природокористування здійснюється за допомогою традиційних соціальних інститутів, тобто закріплюється традицією, освячується звичаями, ритуалами, обрядами, табу і т. д. В аграрну епоху важливим регулятором раціонального природокористування, як правило, виступає сільська громада.
Модернізація традиційних суспільств і перехід до індустріального типу розвитку призвели до висунення на перший план економічних інструментів його регулювання та ведення, але разом з тим породили і вузькоутилітарний підхід до природних ресурсів.
- Чотири основних історичних типи природокористування, що представляють основні макроісторичні стадії, які розрізняються за характером і масштабами взаємодії людського суспільства із середовищем свого проживання — доаграрний, аграрний, індустріальний і постіндустріальний.
- Доіндустріальні типи природокористування формувалися в рамках так званих традиційних суспільств. В останніх природокористування здійснюється за допомогою певних соціальних інститутів, закріплюється традицією, освячується звичаями, ритуалами, обрядами, табу тощо. В епоху доіндустріальної аграрної економіки провідну роль в дотриманні раціонального природокористування, як правило, грає сільська громада.
- Модернізація традиційних суспільств і перехід до індустріального типу розвитку привели до переосмислення принципів природокористування, висунення на перший план економічних інструментів його регулювання та ведення, але разом з тим породили і вузькоутилітарний підхід до природних ресурсів.
- Стратегія сталого розвитку природокористування не може ґрунтуватися на одних технократичних підходах, так само як не може будуватися на базі лише історичного досвіду Західної цивілізації, при всій колосальній цінності і значущості такого. Екофільні традиції Сходу, досвід природокористування носіїв інших культур мають не меншу цінність.

## Доаграрний тип природокористування
Більша частина еволюційного шляху людини пов'язана з привласнюючим господарством. При цьому полювання на великих тварин була найбільш ефективною технологією ресурсокористування протягом доаграрной епохи.
Доаграрний ресурсоспоживаючий тип природокористування — найдавніший за часом зародження, йому відповідають різні способи присвоюючої економіки. Економічною основою цього типу були полювання на диких тварин, збиральництво, а на більш пізніх етапах — також і рибальство.
Полювання на великих тварин була найбільш ефективною технологією ресурсокористування протягом більшої частини доаграрной епохи.
Обумовлена як природними, так і соціальними чинниками криза мисливського господарства, що почалася в багатьох регіонах Північної півкулі у верхньому палеоліті і тривала в мезоліті, спричинила за собою кардинальні зрушення в природокористуванні.

## Неолітична революція
Новий етап в історії природокористування розпочався з неолітичною революцією, що призвела до становлення відтворюючого господарства і виникненню другого — аграрного типу економіки природокористування. Найважливішим результатом неолітичної революції, що почалася в деяких районах Передньої Азії і Південно-Східної Азії ще 10-8 тис. років до н. е., стало поступове формування нового природно-антропогенного середовища, що набувало все більш вагоме значення.
Окультурення дикорослих видів флори і одомашнення худоби відбувалися в цілому як синхронні процеси, проте економічні наслідки першого процесу проявилися раніше. Мабуть, в тому числі й тому, що приручення диких тварин вимагало від людини більшої майстерності і мистецтва. Всупереч уявленням, що існували в XX ст., у сучасній науці переважає точка зору, згідно з якою землеробство, яке зародилося на ранніх етапах неоліту, має більш давню історію, ніж пастушество, причому розведення худоби спочатку існувало як побічний вид діяльності в рамках землеробського господарства.
Питання, якою мірою неолітична революція була зумовлена впливом екологічних факторів, в сучасній науці залишається дискусійним.
Класичне енвайронменталістське (від англ. «Environment» — навколишнє середовище) пояснення було запропоноване ще в 1920-і рр. знаменитим англійським археологом та історико-географом Г. Чайлдом. автором так званої «теорії оаз», який і ввів сам термін «неолітична революція». За Г. Чайлдом, первинним осередком неолітичної революції став Близький Схід. Це стало прямим наслідком глобальних змін природного середовища в післяльодовиковий період, коли, як стверджували Г. Чайлд і ряд інших вчених, поряд з підйомом середньої температури в Північній півкулі відбулося помітне висушення клімату (максимальне — в Передній Азії). У районах з аридним кліматом людям, що страждали від посухи, довелося, щоб вижити, доглядати за дикорослими рослинами і тим самим накопичувати досвід «стихійного землеробства».
Хоча моноцентрична концепція неолітичної революції отримала, слідом за роботами Г. Чайлда, досить широке поширення, тим не менш, згідно з сучасними уявленнями, існувало все ж кілька незалежних один від одного осередків становлення відтворюючого господарства. При цьому деякі вчені, зокрема К. Зауер, навіть не включали рівнини Середнього Сходу в число первинних центрів агрокультури. На його думку, землеробство навряд чи могло самостійно виникнути в річкових оазах аридної смуги Старого Світу якраз тому, що вони сильно схильні до посух і повеней і їх освоєння припускає наявність у місцевого населення досить зрілих гідротехнічних навичок. К. Зауер вважав, що умови для зародження сільського господарства сприятливіші були в областях з більш гумідних кліматом, або в регіонах з піднесеним рельєфом, і шукав центри походження виробляючої економіки в Старому Світі — в Південно-Східній Азії, а в Новому Світі — у північних передгір'ях Анд. К. Зауер, який зазнав сильний вплив з боку «класиків» німецького дифузіонізму — теоретичного напрямку в етнографії, прихильники якого (Ф. Ратцель, Л. Фробеніус, Ф. Грсбнср та ін.) вважали саме культурну дифузію головним змістом історичного процесу, виходив з посилки, що вторинні, більш пізні вогнища неолітичної революції, швидше за все, виникли під прямим впливом нововведень, що розповсюджувалися з первинних центрів. Американський дослідник дотримувався думки, що до початку переходу людей до виробництва їжі вони у відповідних районах вже вели осілий спосіб життя.
Більш послідовно поліцентрична точка зору на неолітичну революцію виражена в працях учених, що відкидають можливість великомасштабної дифузії агротехнологій між макрорегіонами світу в глибокій старовині (Р. Дж. Брейдвуд, Л. Бінфорд та ін.). Близька цим поглядам і теорія фактично ізольованих один від одного центрів походження культурних рослин, розвинена в першу чергу в працях О. де Кандоля і Н. І. Вавілова. І хоча центри походження культурних рослин і вогнища неолітичної революції — не одне і те ж, перші, безумовно, належали до числа найдавніших землеробських областей.
За Н. І. Вавіловим, більшість сучасних культурних рослин походять від видів, які зростали в горах, і, відповідно, вогнища раннього землеробства переважно були приурочені до гірських і передгірних районів. Якщо дана концепція вірна, агрикультура почала формуватися там, де природні умови були не кращі, а гірші, ніж у багатьох рівнинних областях. Чому саме в горах і передгір'ях? Різні автори дають різні відповіді. У їх числі — колосальна різноманітність природних умов гір і виняткове багатство видового складу гірської флори, життєстійкість і висока адаптивна здатність рослин, що зростають в горах, обмежені перспективи ведення привласнюючого господарства в горах і передгір'ях, враховуючи велику уразливість місцевих екосистем, їх підвищеною «ранимістю» (це стимулювало пошук альтернативних технологій отримання їжі), можливості більш тривалих, ніж на рівнині, агрікультурних експериментів в умовах кращої природної захищеності від нападів ворогів, родючість широко поширених у багатьох гірських місцевостях вулканічних ґрунтів та ін.
Найраніша система землеробства, породжена неолітичною революцією, — підсічно-вогнева. З переходом до підсічно-вогневого землеробства людина стала частково вкладати ресурси у відновлення оброблюваної рослинної популяції, в той час як відновлення запасів ґрунтових поживних елементів і раніше йшло виключно за рахунок природних механізмів природної саморегуляції. Головні характерні риси підсічно-вогневого землеробства — підтримання ґрунтової родючості завдяки зміні полів, а не використанню сівозмін; ручна праця із застосуванням тільки примітивних сільськогосподарських знарядь (палка-копалка, мотика); розчищення і здобрення землі за допомогою підпалів; стислість періоду безперервного використання освоєних ділянок.
Багато вчених вважають, що землеробство, засноване на періодичному закиданні і зміні оброблюваних полів, є закономірною стадією в розвитку природокористування всіх землеробських народів. Щоправда, застосування вогню при такому примітивному способі природокористування мало місце дуже часто, але не завжди, в зв'язку з чим підсічно-вогневе землеробство нерідко трактується як один з різновидів заліжного землеробства в широкому сенсі. У той же час необхідним атрибутом підсічно-вогневого землеробства часто вважають його «рухливий», «кочовий» характер (shifting cultivation, shifting agriculture) маючи на увазі не тільки переміщення оброблюваних ділянок землі, але й міграції, бродяжництво самого сільськогосподарського населення, взагалі відсутність стаціонарних поселень хліборобів.

## Розвиток аграрних цивілізацій

Мапа світу, де показано центри походження землеробства та їх поширення в доісторичний час

У ряді регіонів світу на основі підсічно-вогневого землеробства ще в неоліті почалося формування самобутніх цивілізацій. Найяскравіший приклад — пізньонеолітична цивілізація індіанців майя в Мезоамериці, що досягла розквіту в IV–VIII ст. нашої ери.
Тип річкових цивілізацій склався в мусонній Азії, де умови природного зволоження були більш сприятливими, ніж на аридному Сході. Залежність економіки річкових цивілізацій Східної Азії від іригації і меліорації була не настільки значною, як на Близькому і Середньому Сході або в Середній Азії. У відомому сенсі остання обставина робила їх більш стійкими, а також надавало більшу різноманітність можливостей «вибору шляху», реалізації альтернатив цивілізаційної програми.
Яскравий приклад — Стародавній Китай. Коли в басейні Хуанхе тільки складалася висока цивілізація (з початку II тисячоліття до н. е.), її економічною основою було не рисівництво, а обробіток зовсім інших видів зернових (просяних, сорго, деяких сортів пшениць). Перехід до рису стався пізніше і став переконливим прикладом зміни «коду» програми цивілізаційного розвитку, свідченням соціокультурної та економічної мобільності китайського суспільства — всупереч стереотипам його сприйняття як суто консервативного, інерційного, традиціоналістського.
Величезні зміни аграрний тип природокористування зазнає в кінці II — початку I тисячоліття до н. е. Дві найважливіші новації в природокористуванні в цей період — широке поширення плуга в головних центрах осілорільничої культури і перехід до металургії заліза. Орне (плужне) землеробство — своєрідний синтез ручного землеробства і скотарства, бо застосування плуга без використання тяглової сили домашніх тварин якщо і можливе, то, у всякому разі, економічно неефективне (історичні приклади «оранки на людях» дуже рідкісні).
Питання про походження плужного землеробства в сучасній науці не вважається остаточно вирішеним. Якщо мотичне (ручне) землеробство складалося в багатьох регіонах самостійно, то в поширенні по світу плужного землеробства дифузія агротехнологій, безсумнівно, відіграла вагому роль. Однак прихильників поліцентричного походження плужного землеробства все ж більше, ніж прихильників гіпотези поширення орних знарядь з одного центру. Не встановлено також, яким часом датуються перші досліди оранки; є історичні свідчення, що її практикували в Месопотамії та Єгипті ще в IV тисячолітті до н. е. У будь-якому випадку, тривалий час на стародавньому Сході орне землеробство співіснувало з ручним, значно поступаючись останньому за масштабами поширення. Лише до кінця бронзової доби осіле землеробство ріллі набуває велике господарське значення. З тих пір аж до промислового перевороту воно залишалося економічною основою передових аграрних суспільств.
Ще одна революція в природокористуванні була викликана становленням металургії заліза, яке почали застосовувати в тому числі при виготовленні орних знарядді. Завдяки останньому нововведенню у багато разів розширилася площа освоєння неполивних земель. Осіле неполивное землеробство починають практикувати на обширних рівнинних територіях далеко від великих річок, з субтропіків воно проникає на північ — в глиб лісового помірного поясу Євразії, і на південь, включаючи деякі колишні області тропічного підсічно-вогневого землеробства.
По особливому шляху пішла еволюція аграрного природокористування в тих посушливих регіонах Старого Світу, де умови для розвитку землеробства, як богарного, так і поливного, були несприятливими, зате були рясні пасовища. Тут, в пустелях і сухих степах Центральної Азії, Середнього Сходу Північної Африки на рубежі бронзової і залізної доби виникло і вже в І тисячолітті до н. е. набуло значного поширення кочове і напівкочове скотарство — найбільш екстенсивний різновид тваринництва.
Починаючи з класичних робіт Ф. Ріхтгофена, номадизм трактували як спосіб господарювання, заснований на регулярних міграціях скотарів зі своїми сім'ями, худобою і всім майном в пошуках води і пасовищ. У сучасній науці він розглядається вже як особлива форма соціальної організації суспільства зі специфічним типом природокористування. Головна економічна функція номадизму — залучення в сферу виробничого господарства природних ресурсів аридних областей, які інакше залишилися б невикористаними. Походження номадизму, як вважають провідні фахівці з аграрного природокористування, зумовлене необхідністю територіальної організації просторово роз'єднаних місць випасу худоби в регіонах, де просто неможливі більш інтенсивні види землекористування. Як і в суспільствах землеробів-підсічників, у номадів общинна власність на землю, що забезпечує свободу міграцій, є найважливішим регулятором природокористування. На відміну від осілих аграрних суспільств, у кочівників на перший план виходить питання не про юридичне право власності на землю, а про користування пасовищними угіддями і водопоями.
Новим важливим етапом в еволюції аграрного тина природокористування стала епоха, названа видатним німецьким філософом К. Ясперсом «осьовим часом» (приблизно з VIII в. до н. е. по ІІІ-ІІ ст. до н. е.). У цю епоху були розроблені основні категорії, якими ми мислимо і до цього дня, закладені основи великих релігій, в тому числі і монотеїстичних, і сьогодні визначають життя людей, зародилася філософія. Ставлення людини до природи змінювалося кардинально, причому в різних регіонах Старого Світу, які пережили «осьовий час», намічаються принципово різні «канали» еволюції взаємодії людини з середовищем свого перебування. Людство долає свого роду точку біфуркації. На заході Старого Світу домінуючою стає установка на перетворення природи, яка вперше відкрито заявила про себе в цивілізації класичної античності, яка засвоїла велику спадщину стародавніх цивілізацій Передньої Азії н Єгипту. На сході Старого Світу виникають морально-етичні, релігійні, філософські вчення з зовсім іншими канонами ставлення до природи. Такий, наприклад, китайський шлях дао — установка на примирення з природою, а не на активне її перетворення. Такі й установки на досягнення гармонії людини з природою, рельєфно виражені в великих етичних доктринах і релігійних вченнях, що зародилися в «осьовий час» в Індії.
Досвід Індії унікальний, в тому числі і з точки зору укорінення і поширення екофільних традицій, навіть на тлі інших товариств мусонної Азії. Не випадково саме в Індії шанування природи виявилося закріпленим в розгалуженій системі спеціальних канонів, численних ритуалів та обрядів, еталонів поведінки, буддистських та індуїстських постулатів про натхненність всієї живої природи і перевтілення душ, нарешті, релігійні заборони на заподіяння шкоди всьому живому, відображеними в священних текстах індуїзму і фактично зведеними в абсолют в джайнізмі. Не має явних аналогів і кастова система Індії, причому не тільки як соціальний інститут сам по собі. Диференціація на касти виконувала в Індії також роль важливого соціокультурного регулятора у використанні природних ресурсів, що направляє ті чи інші види професійної діяльності певним «каналом» спеціалізації залежно від кастової приналежності. В умовах аграрного перенаселення — не меншого, ніж у Китаї, — це було дуже істотно, оскільки обмежувало конкуренцію в ресурсокористуванні і знижувало антропогенний прес на довкілля.
Аграрні суспільства мусонної Азії, починаючи з «осьового часу», нерідко називають «рисовими цивілізаціями». Особливо широко цей термін використовується по відношенню до Китаю. Дійсно, в Ханьську епоху в Китаї вкорінюється нова технологія — заливне рисівництво. Рис — дуже працеінтенсивна і водоємна культура, що вимагала великих витрат на розвиток іригаційних мереж навіть в умовах мусонного клімату. Рисівництво вимагало багато робочих рук, тому традиції багатодітних сімей в районах його поширення дуже давні. У той же час високоврожайний і висококалорійний рис міг прогодувати набагато більше людей, ніж альтернативні сільськогосподарські культури. І невипадково рисівницькі області мусонної Азії стали найбільш щільно населеними на Земній кулі.
На заході Старого Світу з переходом від бронзової доби до залізної «фокус» цивілізаційного процесу змістився з Передньої Азії в Середземномор'я, де виникли великі культури класичної Еллади і Риму. Античні суспільства були набагато більш урбанізованими, ніж давньосхідні, але і вони були в першу чергу аграрними. Саме в розвитку середземноморських країн Європи перехід від архаїчного ручного (мотичного) землеробства до більш продуктивної орного (плужного) зіграв особливо видатну роль. У колишніх цивілізаційних центрах заходу Старого Світу (Єгипет, Месопотамія) перехід від ручного землеробства до орного, звичайно, теж дуже важливий, не мав такого революцініонізуючого ефекту. Там землеробство, засноване на іригації, залишалося сильно «прив'язаним» до річкових оаз, де подальшому зростанню ефективності агрокультури перешкоджав стан місцевих екосистем, які вже багато тисячоліть перебували під потужним антропогенним пресом. Географічні ж умови Середземномор'я дозволили вести землеробство (особливо обробіток озимих культур) здебільшого без зрошення і на набагато більших площах, ніж у річкових оазах Передньої Азії.
У природних умовах Середземноморської Європи використання плуга і тяглової сили худоби робило ведення сільськогосподарських робіт можливим і навіть рентабельним на індивідуальних ділянках. В античних суспільствах окрема людина стає приватним власником землі, окремої парцели. Це була справжня революція в природокористуванні, яка визначила для Заходу Старого Світу інший, ніж на Сході, тип подальшого розвитку земле- і ресурсокористування, взаємодії суспільства з природним середовищем в цілому.
Крах античного світу (IV–V ст. н. е.) супроводжувався глибокою архаїзацією і примітивізацією природокористування в Середземноморській області Європи. У сільському господарстві перелогова система знову починає використовуватися як головний інструмент відновлення родючості ґрунту, досягнення римського землеробства були забуті, скорочуються посівні площі, пшеницю все більш витісняють жито, овес, ячмінь та жито, занепадають виноградарство, садівництво, збезлюдніють античні міста і т. д. Підйом агрокультури і господарства в цілому фактично починається лише з VIII–IX ст., в період так званого Каролінгського відродження в Західній Європі. Цей підйом відбувався, правда, вже в іншому географічному контурі — на північ від Середземномор'я, тобто в регіоні, де склалися найбільш зрілі структури феодального суспільства (країною «класичного» феодалізму вважається Франція).
Аграрний тип природокористування в середньовіччя і передіндустріальну епоху. Економічною основою природокористування у феодальній Європі був, в першу чергу, розвиток сільського господарства — як натурального, так і товарного — при поступовому зростанні ролі останнього. Ключове значення для розвитку аграрної економіки мало повсюдне впровадження парової системи землеробства, причому вона існувала в декількох різновидах. Головні з них — двопілля (широко поширене ще в Римській імперії) і трипілля, відоме також з давніх часів, але домінувало в Європі в епохи зрілого і пізнього феодалізму і в ранній Новий час (аж до кінця XVIII ст.). Двопілля передбачало поділ орної землі на дві частини (кожна з яких по черзі була під посівами і під паром), трипілля — поділ на три частини (по черзі дві частини щорічно засівалися, третя «відпочивала»). Двопілля більше практикувалося в Південній Європі з її жарким кліматом (особливо в районах з бідними, кам'янистими ґрунтами), економічно ж більш ефективне трипілля вже з XI–XII ст. було поширене набагато ширше, а його просторова експансія супроводжувалася наростаючим витісненням традиційного перекладного землеробство в північних районах континенту.
До кінця середньовіччя на Землі існували різноманітні способи природокористування — від заснованих на плужній обробці землі до самих архаїчних. Великі географічні відкриття та колоніальна експансія європейських держав, що почалася слідом за ними, глибоко вплинули на розвиток природокористування в так званий ранній Новий час (XVI–XVIII ст.). У цю епоху цивілізаційна роз'єднаність людства починає долатися; відбулася свого роду «зустріч» раніше автономних культур, порівняно слабко пов'язаних одна з одною, самодостатніх «світів-економік» (Бродель, 1992). З раннього Нового часу поступово формується панойкуменна система взаємодії природи і суспільства. Так, вперше планетарні масштаби набула «антропогенна міграція» (термін В. І. Вернадського) живої і косної речовини Землі, найпотужнішим чинником якої стала, в тому числі і колоніальна практика прямого викачування мінеральних і біотичних ресурсів з країн Сходу та Нового Світу на користь країн-метрополій.
Величезні зміни за цей період відбулися в економічному базисі і характері природокористування в колоніях. Вони були викликані як трансформацією раніше історично сформованих там автохтонних (тобто місцевих, тубільних) структур під впливом європейців, так і прямим перенесенням європейських інститутів і західного досвіду природокористування з метрополій. Колоніалізм став новим, додатковим чинником екстенсивного використання ресурсів західними країнами шляхом освоєння великих заморських територій.